# Amplectobelua
Amplectobelua (del latín amplecto, "abrazo", y belua, "bestia" o "monstruo": "bestia que abraza") es un género extinto de radiodontos amplectobelúidos que habitaron a finales del Cámbrico Temprano, eran un grupo terminal de artrópodos que vivían principalmente como depredadores que nadaban libremente durante la primera mitad de la Era Paleozoica. 

## Anatomía

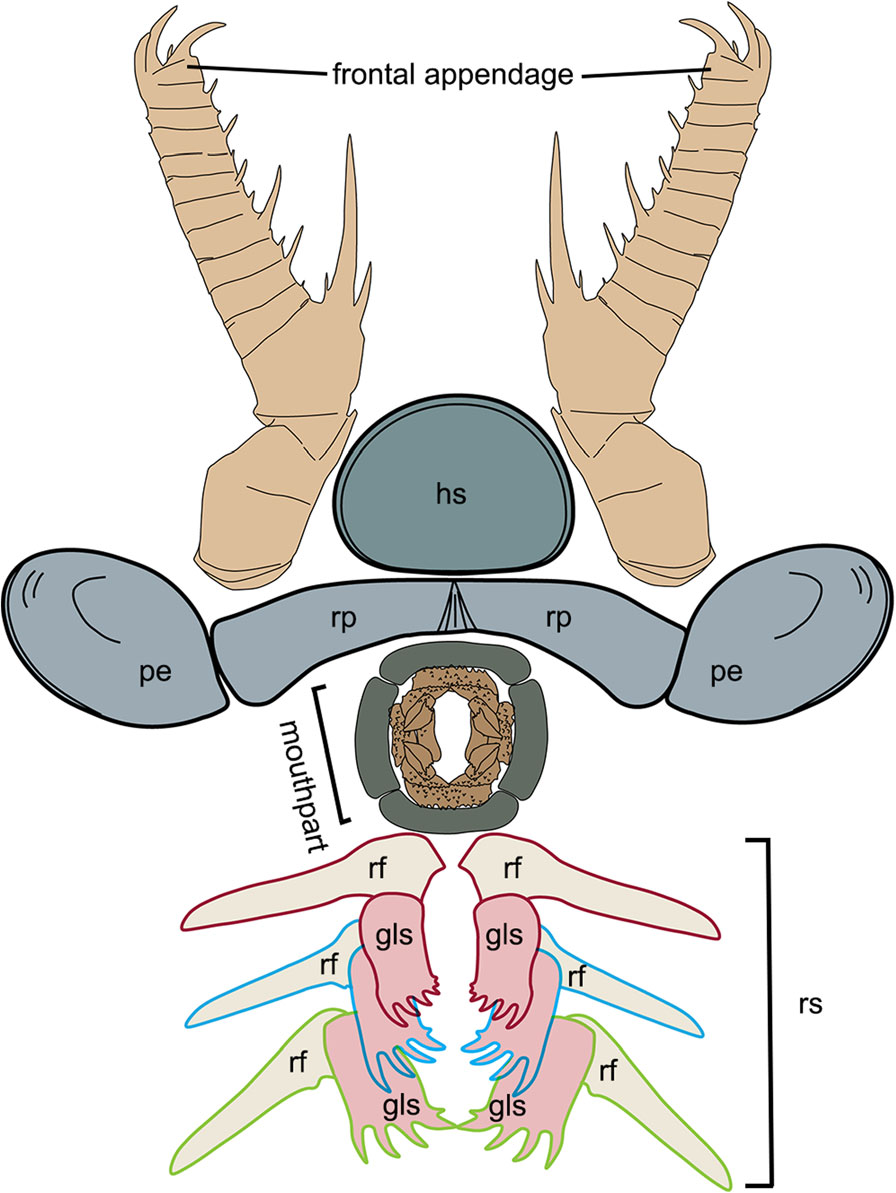
Apéndices frontales y complejo de escleritos cefálicos de A. symbrachiata y vista ventral de las estructuras similares a gantobases (GLS, "gnathobase-like structure" en inglés) ubicadas en el cuello. Nótese el cono oral no radial irregular

Las estructuras corporales distintas de los apéndices frontales sólo se conocen en la especie tipo Amplectobelua symbrachiata. Al igual que otros radiodontos, Amplectobelua tenía un par de apéndices frontales articulados, una cabeza cubierta por escleritos dorsales y laterales (estos últimos se habían interpretado erróneamente como enormes ojos), un cuerpo sin extremidades con branquias dorsales (láminas setales) y una serie de aletas a ambos lados que se extendían a lo largo de su cuerpo.
Amplectobelua tenía unos apéndices frontales especializados, en los que presenta una región de eje distinta de 3 segmentos y una región articulada distal de 12 segmentos, y la espina del cuarto segmento (primer segmento de la región articulada distal) se enganchaba hacia delante para oponerse a la punta del apéndice, lo que le permitía agarrar a la presa como una pinza. Amplectobelua tiene 11 pares de aletas corporales en total, son relativamente alargadas y de contorno recto. El tamaño de las aletas disminuye posteriormente, y cada uno de sus márgenes frontales tiene hileras de estructuras parecidas a venas (rayas de refuerzo). La región del cuello tiene al menos 3 pares de aletas anteriores delgadas y reducidas. El tronco termina con un par de furcas largas.

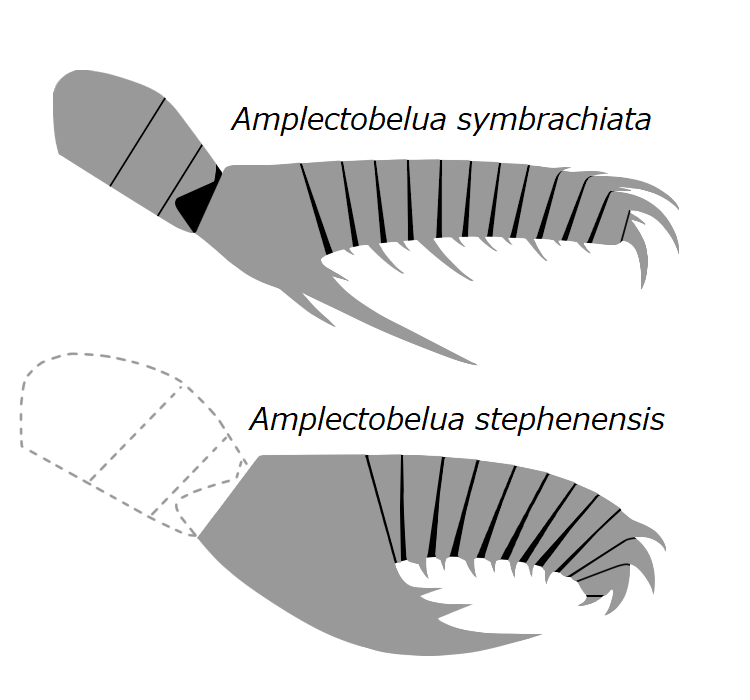
Apéndices frontales de las dos especies de Amplectobelua

Amplectobelua comparte una característica única entre los radiodontos con Ramskoeldia, al tener estructuras similares a gnatobases (GLS) debajo de la región del cuello, al menos 6, pero hasta ocho. Funcionaban como las gnatobases de los artrópodos, pudiendo girar y moverse para triturar a las presas. Estaban conectadas a unas aletas anteriores reducidas. Además, la boca (cono oral) de Amplectobelua se interpretó como diferente del típico radiodonto, careciendo del típico cono oral al estilo de Peytoia y poseyendo numerosas placas dentales planas con una disposición poco clara, pero posiblemente no radial.

## Especies
Se conocen dos especies, Amplectobelua symbrachiata de la biota de Chengjiang y Amplectobelua stephenensis, del esquisto de Burgess posterior. A. symbrachiata se conoce a partir de especímenes completos, mientras que A. stephenensis se conoce sólo por apéndices frontales aislados. A. stephenensis es más avanzado, con los apéndices frontales más especializados para el agarre: la cuarta espina es más grande y las espinas de los segmentos exteriores están reducidas.